# B-SAD
Ne doit pas être confondu avec Clube de Futebol Os Belenenses.
Maillots
B-SAD, était un club de football portugais, basé à Lisbonne au Portugal.
Le club est issu de la sécession entre le Clube de Futebol Os Belenenses et Belenenses SAD ("Sociedade Anónima Desportiva" en portugais, comparable aux sociétés anonymes sportives professionnelles ou SASP en France), prononcée le 1er juillet 2018.
Le club est dissout le 25 octobre 2024.

## Histoire
Historiquement, le Clube de Futebol Os Belenenses a créé sa société anonyme sportive professionnelle (SASP ou SAD en portugais) le 1er juillet 1999, afin de superviser la section de football professionnel. En 2012, le club et la SAD sont confrontés à une situation financière délicate. Après consultation avec les supporters, la vente de 51% des actions de la SAD à un investisseur, Codecity, présidé par Rui Pedro Soares, est actée.
En plus du contrat d'achat et de la vente des actions, un pacte parasocial fut scellé stipulant que le club fondateur détenait des droits particuliers, comme un droit de veto dans la prise de certaines décisions. Également, le club conservait un droit de rachat, unilatéral, des actions, à prix et dates fixées. En outre, un protocole de régulation des relations entre le club et la SAD fut scellé. Le club détenait alors 10% des actions de la SAD,.
Entre-temps, Codecity, actionnaire majeur de la SAD, a résilié unilatéralement le pacte parasocial, alléguant une violation contractuelle de la part du club fondateur. En 2017, le Tribunal arbitral du sport a validé la résiliation du pacte parasocial, rendant alors caduque la possibilité accordée préalablement au club de racheter les actions de la "SAD", de manière à reprendre le contrôle total du football professionnel.
Le protocole qui régulait les relations entre le club fondateur et la SAD, incluant l'usage du Estádio do Restelo (propriété du club fondateur) pour l'équipe professionnelle de football de la SAD, est rendu caduc le 30 juin 2018. Ceci étant, toutes relations contractuelles quelconques entre le club fondateur et la SAD cessent alors. Os Belenenses Futebol, SAD est ainsi fondé, en tant que club de football autonome, le 1er juillet 2018, à partir de la sécession de la SAD face au club Clube de Futebol Os Belenenses. 
Le palmarès footballistique appartenant donc au club fondateur Clube de Futebol Os Belenenses, est constitué d'une Primeira Liga, de trois Taças de Portugal et de trois Campeonatos de Portugal (ancêtre du Championnat du Portugal de football entre 1921 et 1934). En effet, ces conquêtes eurent lieu avant la création de la SAD, en 1999. Le Clube de Futebol Os Belenenses a annoncé l'inscription d'une nouvelle équipe de football senior à partir de la saison 2018/2019 afin de jouer en 3e division de district de l'Association de Football de Lisbonne Série 2 (l'équivalent du sixième échelon du système de ligue de football au Portugal). Cette équipe disputera ses matches à domicile dans l'Estádio do Restelo.
Os Belenenses Futebol, SAD milite en Primeira Liga jusqu'en 2022, année de sa relégation en deuxième division. Comme l'Estádio do Restelo est la propriété du club fondateur, Os Belenenses Futebol, SAD n'a plus de stade attitré. En conséquence, l'équipe disputera ses matches à domicile à l'Estádio Nacional do Jamor, que le club a loué à cet effet.
Début juillet 2022, le club abandonne définitivement le nom Belenenses et se renomme B-SAD.

## Logo
À la suite de la décision du « Tribunal da Propriedade Intelectual » (Tribunal de la Propriété Intellectuelle), datée du 29 octobre 2018, Os Belenenses Futebol, SAD s'est vu interdire l'utilisation du nom, de l'emblème et des symboles du club fondateur Clube de Futebol Os Belenenses.
Début mars 2019 le nouveau logo du club est présenté, il représente un bouclier surmonté d'une tour, avec la lettre B.